# Unión por el Perú
Unión por el Perú var et peruviansk liberalistisk parti, som senere sluttede sig til partiet Partido Nacionalista Peruano i 2006. 
| Politisk parti | Spire Denne artikel om et politisk parti eller gruppe er en spire som bør udbygges. Du er velkommen til at hjælpe Wikipedia ved at udvide den. |